# Tomás Terán
Tomás Terán (* 6. Januar 1895 in Valencia; † 25. Dezember 1964 in Rio de Janeiro) war ein spanisch-brasilianischer Pianist und Klavierpädagoge. Er nahm 1944 die brasilianische Staatsangehörigkeit an. Terán war ein enger Freund und Mitarbeiter des brasilianischen Komponisten Heitor Villa-Lobos.

## Leben
Terán wurde von der spanischen Königin gefördert, studierte am Real Conservatorio Superior de Música de Madrid und beendete sein Studium mit 14 Jahren. Den 23-jährigen Terán titulierte Artur Rubinstein als „besten spanischen Pianisten“.
Er reiste 1922 nach Buenos Aires, wo Rubinstein ihm die Noten der Werkreihe A prole do bebê für Klavier von Heitor Villa-Lobos schenkte. Die Serie führte er 1924 in Brasilien auf, später auch in Frankreich, wo er den Komponisten auch in Paris persönlich kennenlernte. Terán stellte Villa-Lobos Andrés Segovia vor, eine Bekanntschaft, die das weitere Werk von Villa-Lobos für Gitarre stark beeinflusste.
Auf Einladung von Villa-Lobos zog Terán 1930 nach Brasilien, wo er umfassend als Pianist und Klavierpädagoge tätig wurde. Er gründete ein Klaviertrio mit Oskar Borgert und Iberê Gómez Grosso, das in den 1930er Jahren sehr aktiv war und auf viel Anerkennung stieß.
Als Interpret wurde Terán zu einem der führenden Förderer und Interpreten der Werke von Heitor Villa-Lobos. Mehrere Gitarrenwerke des Komponisten hat er für das Klavier bearbeitet. Der Komponist widmete Terán seine Werke Choros Nr. 8 und das Präludium der 4. Bachianas Brasileiras.
Zu den Schülern Teráns zählen z. B. Heitor Alimonda, Luli Oswald, Arnaldo Estrela und Antônio Carlos Jobim.